# Ford GPA
De Ford GPA was een amfibievoertuig gebaseerd op de bekende jeep uit de Tweede Wereldoorlog. Bij een geallieerde landing vanuit zee en bij het oversteken van rivieren zou een varende jeep zijn waarde kunnen bewijzen. Het ontwerp was echter geen succes; het voertuig was te zwaar en was zowel in het water als op het land moeilijk hanteerbaar. De Seep was wel de basis voor de latere en meer succesvolle amfibievrachtwagen, de DUKW.
De afkorting GPA staat voor:
- G is van government (overheid)
- P voor een wielbasis van 80 inch (213 cm)
- A voor amfibisch.

De officiële type aanduiding was: QMC-4 ¼ Ton Truck Light Amphibian.

## Geschiedenis en ontwikkeling
De jeep was aan het begin van de Tweede Wereldoorlog al in productie genomen. In maart 1941 werd het Amerikaanse National Defense Research Committee (NDRC) gevraagd de mogelijkheden te onderzoeken van een amfibische jeep. Deze varende jeep, ook wel Seep van Sea Jeep genoemd, zou een belangrijke rol kunnen spelen in de strijd tegen het Duitse leger in Europa. Er werd rekening gehouden dat veel bruggen vernield zouden zijn en een varende jeep zou een uitkomst kunnen bieden.
In juni 1941 werd de opdracht voor een ontwerp verstrekt aan Sparkman & Stephens, een ontwerper van jachten. Het voertuig zou maximaal 1.200 kg mogen wegen. In het najaar van 1941 waren de tekeningen klaar en het Amerikaanse defensiebedrijf Marmon-Herrington werd gevraagd een prototype te bouwen. In december 1941 werd het prototype gepresenteerd; met een gewicht van bijna 1.700 kilogram was het voertuig echter veel te zwaar. In diezelfde maand werd automobielbedrijf Ford ook gevraagd een prototype te bouwen. Ford voorzag de standaard Ford GPW van een waterdichte romp, een schroef en een roer. In februari 1942 werd het Ford model getoond en in april kreeg Ford al de opdracht om 5.000 exemplaren te produceren.

## In dienst

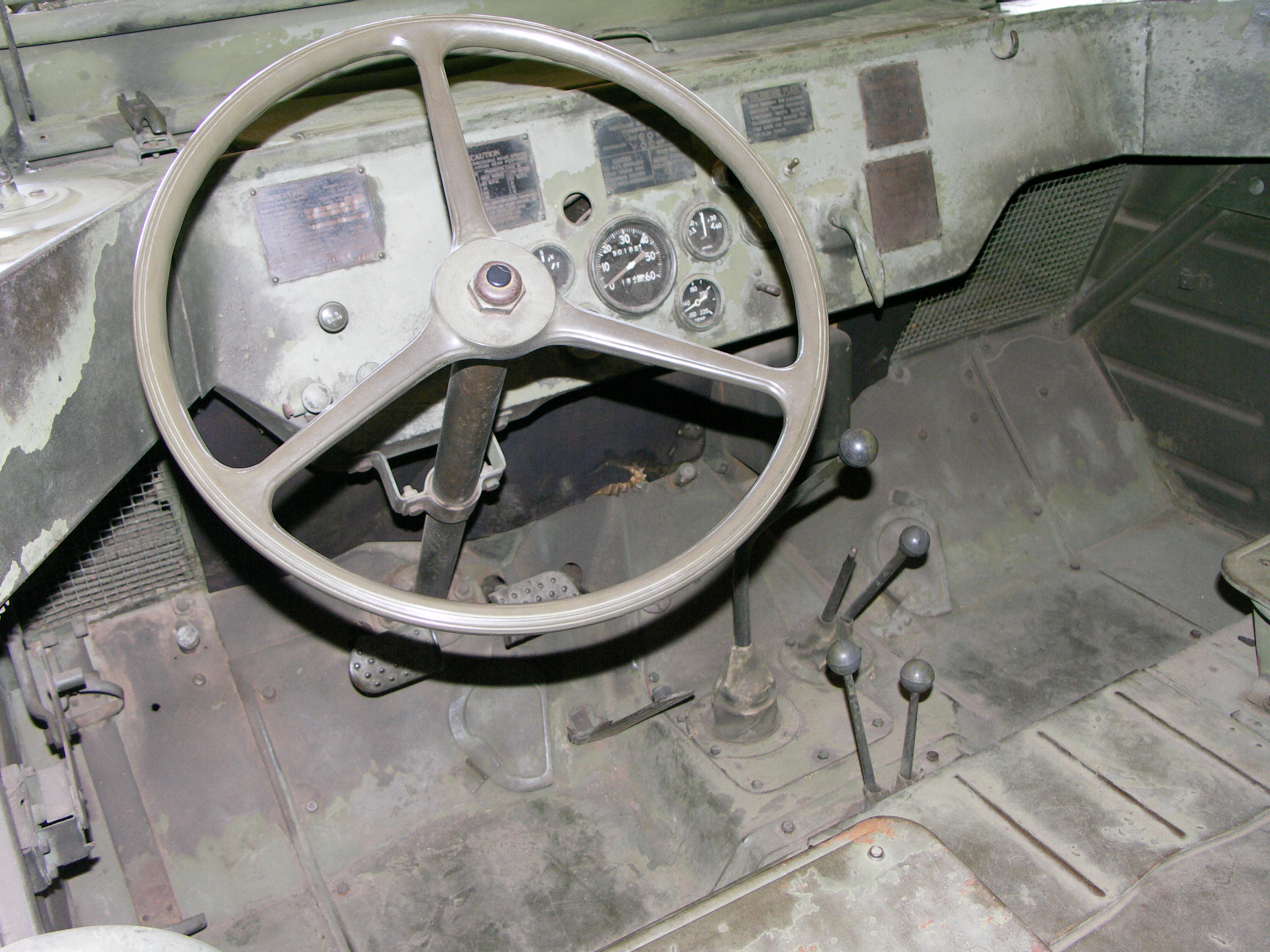
Interieur van de Seep

Het voertuig was niet uitgebreid getest en in de praktijk vielen de prestaties tegen. Met een eigen gewicht van 1.600 kg was het het voertuig 400 kg zwaarder dan verwacht. De grootte van de romp was hiervoor niet aangepast waardoor de seep laag in het water lag. Hierdoor kon minder vracht en passagiers, maximaal vier naast een chauffeur, worden meegenomen. Het voertuig was ook alleen te gebruiken bij kalm weer en lage golven. De seep was wel voorzien van een pomp om naar binnen gestroomd water eruit te pompen. De belangrijkste taak van de seep om soldaten en vracht van schepen naar de wal te brengen kwam hierdoor in het geding. Eenmaal op land was de seep ook te zwaar en bleef daardoor vaak in het zand steken. Medio 1943 werd de productie al gestaakt. In total waren circa 12.800 Seeps geproduceerd.

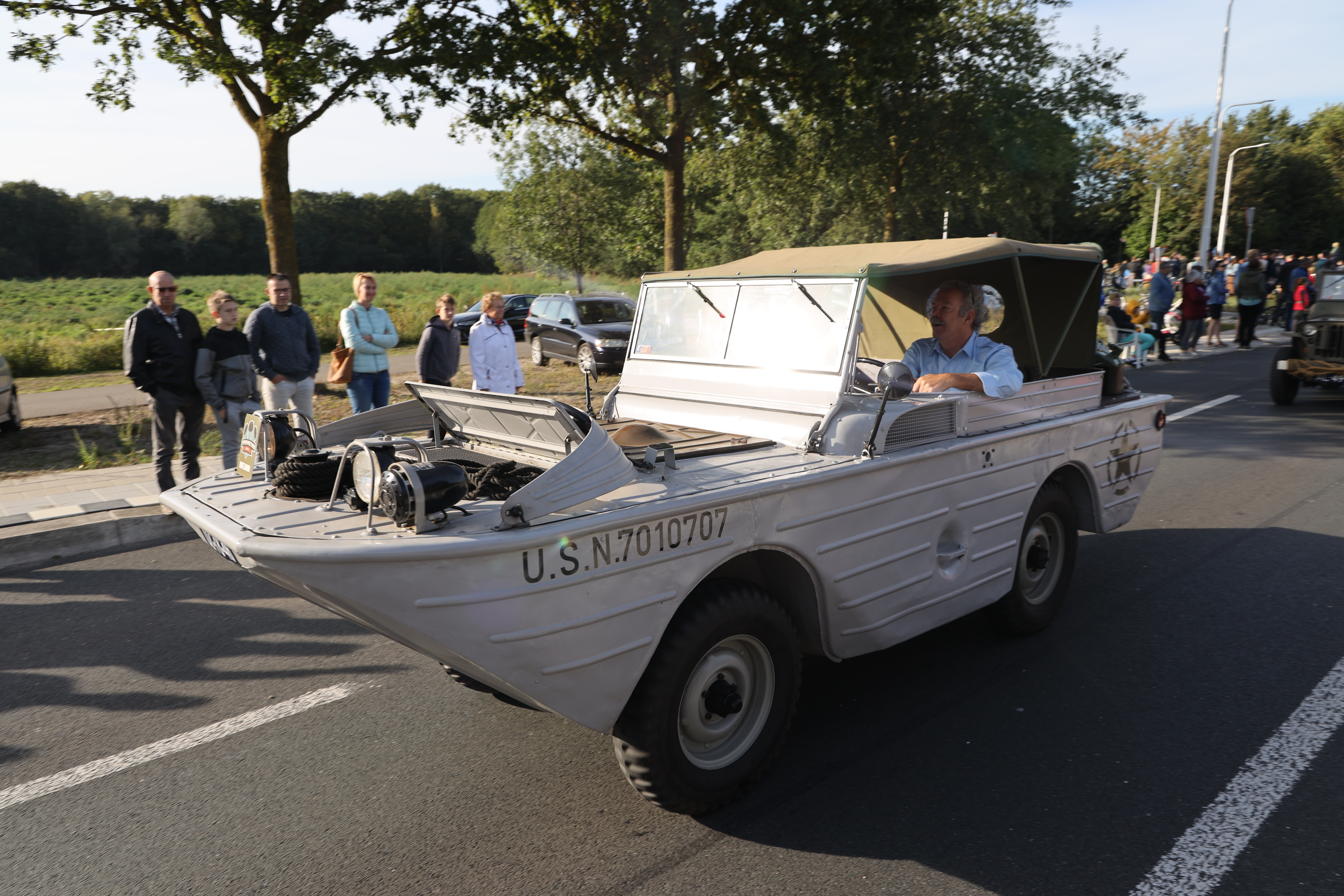

De seep heeft een rol gespeeld bij de landing op Sicilië. Verder zijn de seeps gebruikt bij de landing in Normandië, in Nederland en bij de strijd in de Grote Oceaan. Veel seeps zijn onder de Amerikaanse Leen- en Pachtwet ook aan de Sovjet-Unie geleverd. Bij het Rode Leger waren de ervaringen met het voertuig beter, met name bij het oversteken van rivieren.

## Naoorlogse Sovjet versie - GAZ-46 MAV
Vanwege het succes van de seep, besloot het Sovjetleger na de oorlog een eigen voertuig te produceren. Zonder veel uiterlijke veranderingen werd de romp geplaatst op het chassis van een GAZ-67 4x4 jeep. In 1952 werd een tweede versie ontwikkeld op basis van de UAZ-69 jeep, de GAZ-46 MAV. De MAV (Russisch, малый автомобиль водоплавающий, ofwel klein drijvend voertuig) werd ook bij andere Warschau Pact landen gebruikt. Hieronder nog enkele technische gegevens van de GAZ-46 MAV:
Motor:
- Merk/type: M 20, 4-cilinders
- Brandstof: benzine
- Vermogen: 55 pk bij 3.600 toeren per minuut

Afmetingen en gewichten:
- Lengte voertuig: 5,06 meter
- Hoogte voertuig: 2,04 meter
- Breedte voertuig: 1,74 meter
- Gewicht (leeg): 2 ton
- Maximaal toegestaan laadvermogen: 0,5 ton

Prestaties
- Maximumsnelheid op land: 90 km/h
- Maximumsnelheid in water: 9 km/h
- Inhoud brandstoftank: 90 liter
- Bereik op land: 500 kilometer